# Le Petit Garçon perdu
Pour les articles homonymes, voir Little Boy Lost.
Pour plus de détails, voir Fiche technique et Distribution.
Le Petit Garçon perdu (Little Boy Lost) est un film américain réalisé par George Seaton et sorti en 1953.

## Synopsis
Durant la Seconde Guerre mondiale, l’Américain Bill Wainwright, alors qu’il est correspondant de guerre à Paris, apprend qu'il a un fils de son épouse française, assassinée par les nazis pour avoir participé à la Résistance. Bill et son fils sont séparés lors d’un bombardement. Après la fin de la guerre, Bill apprend que son fils serait vivant et pensionnaire d’un orphelinat parisien. Il revient à Paris pour le rechercher.

## Fiche technique
- Titre : Le Petit Garçon perdu
- Titre original : Little Boy Lost
- Réalisation : George Seaton
- Scénario : George Seaton d’après le roman de Marghanita Laski, Little Boy Lost (1949)
- Musique : Victor Young
- Chansons : 
  - The Magic Window, paroles de Johnny Burke et musique de Jimmy Van Heusen
  - Cela m'est égal (If It's All the Same To You), paroles de Johnny Burke et musique de Jimmy Van Heusen
  - À propos de rien, paroles de Johnny Burke et musique de Jimmy Van Heusen
  - Mon cœur est un violon, paroles de Jack Lawrence et Ralph Maria Siegel, musique de Miarka Laparcerie, interprétée par Bing Crosby et par Zarah Leander
- Direction de la photographie : George Barnes
- Effets spéciaux : Farciot Edouart, Gordon Jennings et Loyal Griggs
- Direction artistique : Henry Bumstead, Hal Pereira
- Décors de plateau : Sam Comer, Ross Dowd
- Costumes : Edith Head
- Montage : Alma Macrorie
- Pays de production :  États-Unis
- Langue de tournage : anglais
- Tournage extérieur : Paris
- Producteur : William Perlberg
- Société de production : Paramount Pictures
- Société de distribution : Paramount Pictures
- Format : noir et blanc — 35 mm — 1.37:1 — monophonique (Western Electric Recording)
- Genre : mélodrame
- Durée : 95 minutes
- Dates de sortie : 
  - États-Unis : 21 septembre 1953
  - France : 19 novembre 1954
- Affiche : Boris Grinsson (France)

## Distribution
- Bing Crosby : Bill Wainwright
- Claude Dauphin : Pierre Verdier
- Christian Fourcade : Jean, le petit garçon
- Gabrielle Dorziat : la mère supérieure
- Nicole Maurey : Lisa Garret
- Colette Deréal : Nelly
- Georgette Anys : Madame Quilleboeuf
- Henri Letondal : l’employé du département des recherches
- Peter Baldwin : le lieutenant Walker
- Yola d'Avril : Mme Le Blanc
- Jean Del Val (non crédité) : Dr Biroux

## Distinction
- Golden Globes 1954 : Prix du Meilleur film pour l’entente internationale (Best Film Promoting International Understanding).
- Festival de Cannes 1954 : Sélection officielle en compétition[1].